# Leaflets of Botanical Observation and Criticism
Leaflets of Botanical Observation and Criticism (abreviado Leafl. Bot. Observ. Crit.) fue una revista ilustrada con descripciones botánicas que se editó en Washington. Su publicaron dos volúmenes en los años 1903 a 1912.